# Sokari Douglas Camp
Sokari Douglas Camp (* 1958 in Buguma, Nigeria) ist eine nigerianische Bildhauerin.

## Leben
Von 1979 bis 1980 besuchte Sokari Douglas Camp das California College of Arts and Crafts in Oakland in den USA, danach von 1980 bis 1983 die Central School of Art and Design in London und schließlich von 1983 bis 1986 das Londoner Royal College of Art, wo sie einen MA in Bildhauerei erwarb. Nach ihrem Abschluss waren ihre Exponate in zahlreichen Ausstellungen in England, den USA und in Deutschland zu sehen.
Zentrales Thema von Sokari Douglas Camp „ist ihre ursprüngliche Heimat Nigeria. Ihre Metallskulpturen, die unmittelbar auf die Masken- und Verkleidungsrituale afrikanischer Stämme verweisen, beschreiben eine Art Kommunikationsprozess der kulturellen Traditionen und religiösen Werte mit aktuellen kulturellen und politischen Zusammenhängen in der westlichen Welt“.

## Fest für Neptun

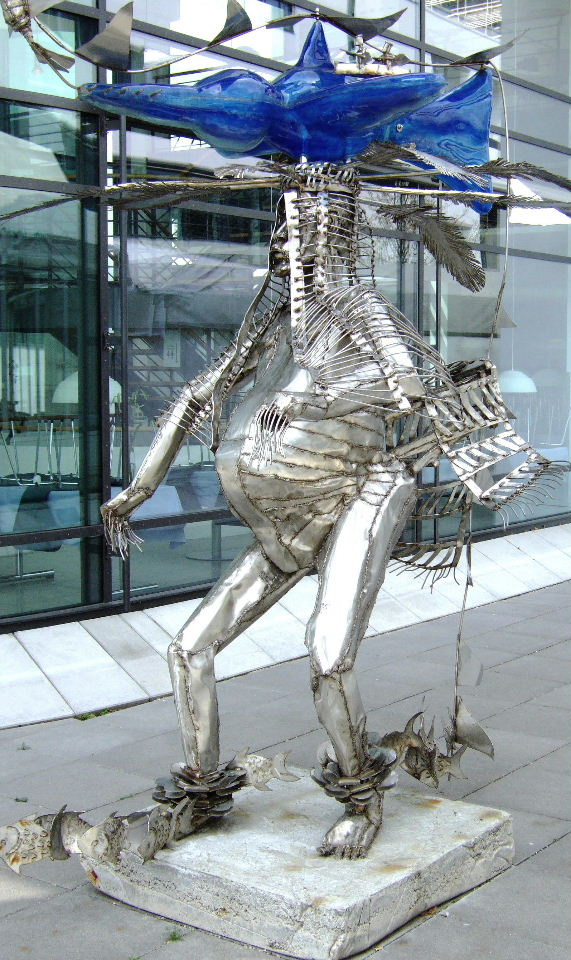
Fest für Neptun

Die Skulptur Fest für Neptun von Sokari Douglas Camp ist in den Außenanlagen der Deutschen Welle in Bonn zu sehen. Neptun besteht aus geschweißten Stahlelementen und ist überladen mit Ornamenten. Die Haltung seiner Beine und seines Körpers lässt den Eindruck von einem Gang durch Wasser erstehen. Zu seinen Füßen tummeln sich Fische. Das Auffälligste der Figur ist ihr Kopfschmuck: Ein großer Federkranz mit Netz und langem Fahnenband, dazu ein Vogel/Fisch aus schimmerndem blauen Glas, der gerade auf dem Kopf zu landen scheint.

## Auszeichnungen
- 1981 Amy Sadur Friedlander Preis
- 1982 Saatchi & Saatchi Award
- 1983 Stipendien der Princess of Wales und der Henry Moore Foundation
- 2000 Commonwealth
- 2005 Commander of the Order of the British Empire (CBE)
- 2006 Honorary Fellow of the University of the Arts London